# Anuga indigofera
Anuga indigofera là một loài bướm đêm trong họ Noctuidae.